# Boninella hirsuta
Boninella hirsuta là một loài bọ cánh cứng trong họ Cerambycidae.